# Yin Xiaoyan
Yin Xiaoyan (Honã, 28 de agosto de 1993) é uma carateca chinesa, medalhista olímpica.

## Carreira
Xiaoyan conquistou a medalha de prata nos Jogos Olímpicos de Verão de 2020 em Tóquio, após confronto na final contra a sérvia Jovana Preković na modalidade kumite feminina até 61 kg. No Campeonato Mundial de Caratê de 2018 em Madrid, na Espanha, ela teve o mesmo desempenho em sua categoria.